# Oeste
Oeste ist eine portugiesische Subregion im Südwesten der Region Centro. Im Jahr 2021 verzeichnete die Subregion 363.551 Einwohner und eine Bevölkerungsdichte von 163 Einwohnern pro km2. Die im Jahr 2006 gegründete Subregion hat eine Fläche von 2.220 km2, welche sich in 12 Kreise und 89 Gemeinden unterteilen lässt. Die Hauptstadt der Subregion ist die Stadt Caldas da Rainha, die mit 50.898 Einwohnern in der gesamten Gemeinde und 30.443 Einwohnern im Stadtgebiet die größte Stadt der Subregion ist. Sie grenzt im Norden an die Subregion Região de Leiria, im Osten an die Subregion Lezíria do Tejo, im Süden an die Metropolregion Lissabon und im Westen an den Atlantischen Ozean.

## Kreise
Die Subregion besteht aus den folgenden 12 Kreise:
- Alcobaça
- Alenquer
- Arruda dos Vinhos
- Bombarral
- Cadaval
- Caldas da Rainha
- Lourinhã
- Nazaré
- Óbidos
- Peniche
- Sobral de Monte Agraço
- Torres Vedras

## Demografie

### Kreise
Die Volkszählung 2021 zeigt, dass in der Subregion die Einwohnerzahl auf 363.551 gestiegen ist, im Vergleich zu dem Jahr 2011, wo die Einwohnerzahl bei 362.527 lag und im Jahre 2001, wo die Einwohnerzahl bei 338.685 lag. Arruda dos Vinhos, Lourinhã, Óbidos, Sobral de Monte Agraço und Torres Vedras sind die einzigen der elf Kreise, die einen Anstieg verzeichneten, hingegen die anderen sechs Kreise eine Minderung verzeichneten.
| Einwohnerzahl aller 12 Kreise der Subregion Oeste | Einwohnerzahl aller 12 Kreise der Subregion Oeste | Einwohnerzahl aller 12 Kreise der Subregion Oeste | Einwohnerzahl aller 12 Kreise der Subregion Oeste | Einwohnerzahl aller 12 Kreise der Subregion Oeste | Einwohnerzahl aller 12 Kreise der Subregion Oeste |
| Kreis                                             | Einwohner                                         | Einwohner                                         | Einwohner                                         | Fläche in km2                                     | Bevölkerungs- dichte pro km2                      |
| Kreis                                             | 2001                                              | 2011                                              | 2021                                              | Fläche in km2                                     | Bevölkerungs- dichte pro km2                      |
| ------------------------------------------------- | ------------------------------------------------- | ------------------------------------------------- | ------------------------------------------------- | ------------------------------------------------- | ------------------------------------------------- |
| Alcobaça                                          | 55.376                                            | 56.688                                            | 54.973                                            | 408,1 km2                                         | 134                                               |
| Alenquer                                          | 39.180                                            | 43.257                                            | 44.445                                            | 304,2 km2                                         | 146                                               |
| Arruda dos Vinhos                                 | 10.350                                            | 13.391                                            | 13.992                                            | 77,9 km2                                          | 179                                               |
| Bombarral                                         | 13.324                                            | 13.193                                            | 12.750                                            | 91,2 km2                                          | 139                                               |
| Cadaval                                           | 13.943                                            | 14.228                                            | 13.372                                            | 174,9 km2                                         | 76                                                |
| Caldas da Rainha                                  | 48.846                                            | 51.729                                            | 50.917                                            | 255,6 km2                                         | 199                                               |
| Lourinhã                                          | 23.239                                            | 25.735                                            | 26.246                                            | 147,1 km2                                         | 192                                               |
| Nazaré                                            | 15.060                                            | 15.158                                            | 14.885                                            | 82,4 km2                                          | 180                                               |
| Óbidos                                            | 10.875                                            | 11.772                                            | 11.924                                            | 141,5 km2                                         | 84                                                |
| Peniche                                           | 27.315                                            | 27.753                                            | 26.431                                            | 77,5 km2                                          | 341                                               |
| Sobral de Monte Agraço                            | 8.927                                             | 10.158                                            | 10.541                                            | 52,1 km2                                          | 202                                               |
| Torres Vedras                                     | 72.250                                            | 79.465                                            | 83.075                                            | 407,1 km2                                         | 204                                               |
| Subregion Oeste                                   | 338.685                                           | 362.527                                           | 363.551                                           | 2.220 km2                                         | 163                                               |

### Städte
Die Volkszählung 2021 zeigt, dass die Einwohnerzahl aller Menschen, die in der Subregion in einer offiziellen Stadt wohnen auf 78.679 gesunken ist, im Vergleich zu dem Jahr 2011, wo die Einwohnerzahl bei 79.818 lag. Peniche ist die einzige der vier Städte, die eine Minderung verzeichneten, hingegen die anderen drei Städte einen Anstieg verzeichneten.

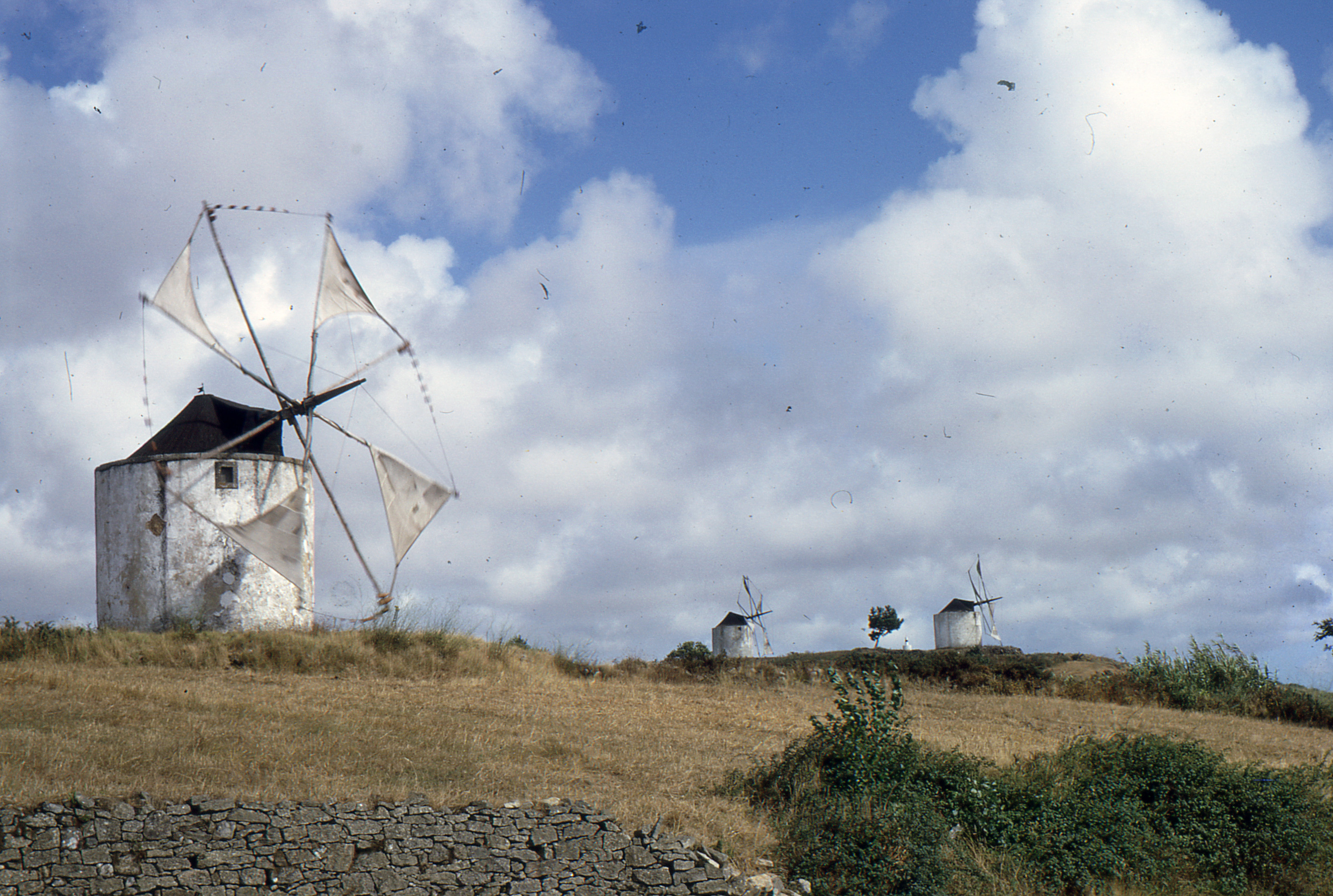
Windmühlen in der Estremadura (Unterregion Oeste)

| Einwohnerzahl aller 4 Städte der Subregion Oeste | Einwohnerzahl aller 4 Städte der Subregion Oeste | Einwohnerzahl aller 4 Städte der Subregion Oeste | Einwohnerzahl aller 4 Städte der Subregion Oeste | Einwohnerzahl aller 4 Städte der Subregion Oeste |
| Stadt                                            | Einwohner                                        | Einwohner                                        | Fläche in km2                                    | Bevölkerungs- dichte pro km2                     |
| Stadt                                            | 2011                                             | 2021                                             | Fläche in km2                                    | Bevölkerungs- dichte pro km2                     |
| ------------------------------------------------ | ------------------------------------------------ | ------------------------------------------------ | ------------------------------------------------ | ------------------------------------------------ |
| Caldas da Rainha                                 | 30.343                                           | 30.443                                           | 59,2 km2                                         | 514                                              |
| Torres Vedras                                    | 27.717                                           | 27.781                                           | 62,4 km2                                         | 444                                              |
| Peniche                                          | 14.749                                           | 13.212                                           | 8,34 km2                                         | 1584                                             |
| Alcobaça                                         | 7.009                                            | 7.243                                            | 9,81 km2                                         | 738                                              |
| Alle Städte der Subregion Oeste                  | 79.818                                           | 78.679                                           | 139,7 km2                                        | 563                                              |